# George Henry Smillie
George Henry Smillie, né en 1840 et mort le 10 novembre 1921, est un peintre américain.
Frère de l'artiste James David Smillie, il étudie sous la direction de son père, James Smillie et sous celle de James McDougal Hart, puis devient membre de l'Académie nationale de design en 1882.
Comme son frère, il a peint à la fois à l'huile et à l'aquarelle. Ses sujets de prédilection sont les scènes le long de la côte de la Nouvelle-Angleterre.
En 1881, il épouse Nellie Sheldon Jacobs (née en 1854), peintre de tableaux de genre à l'huile et à l'aquarelle.

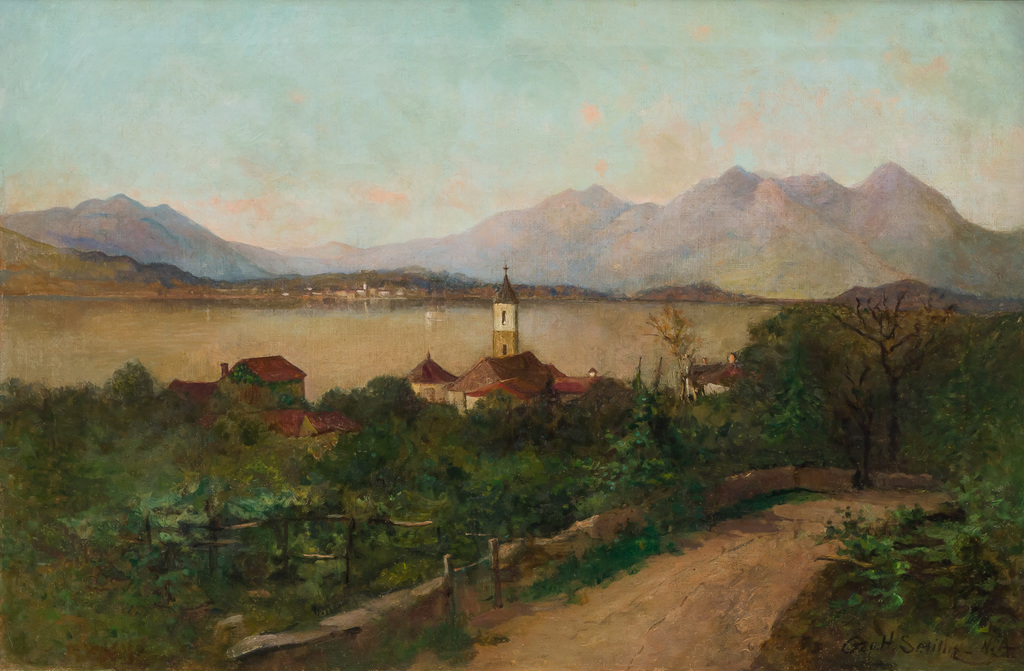
Paysage fluvial avec vue sur la montagne
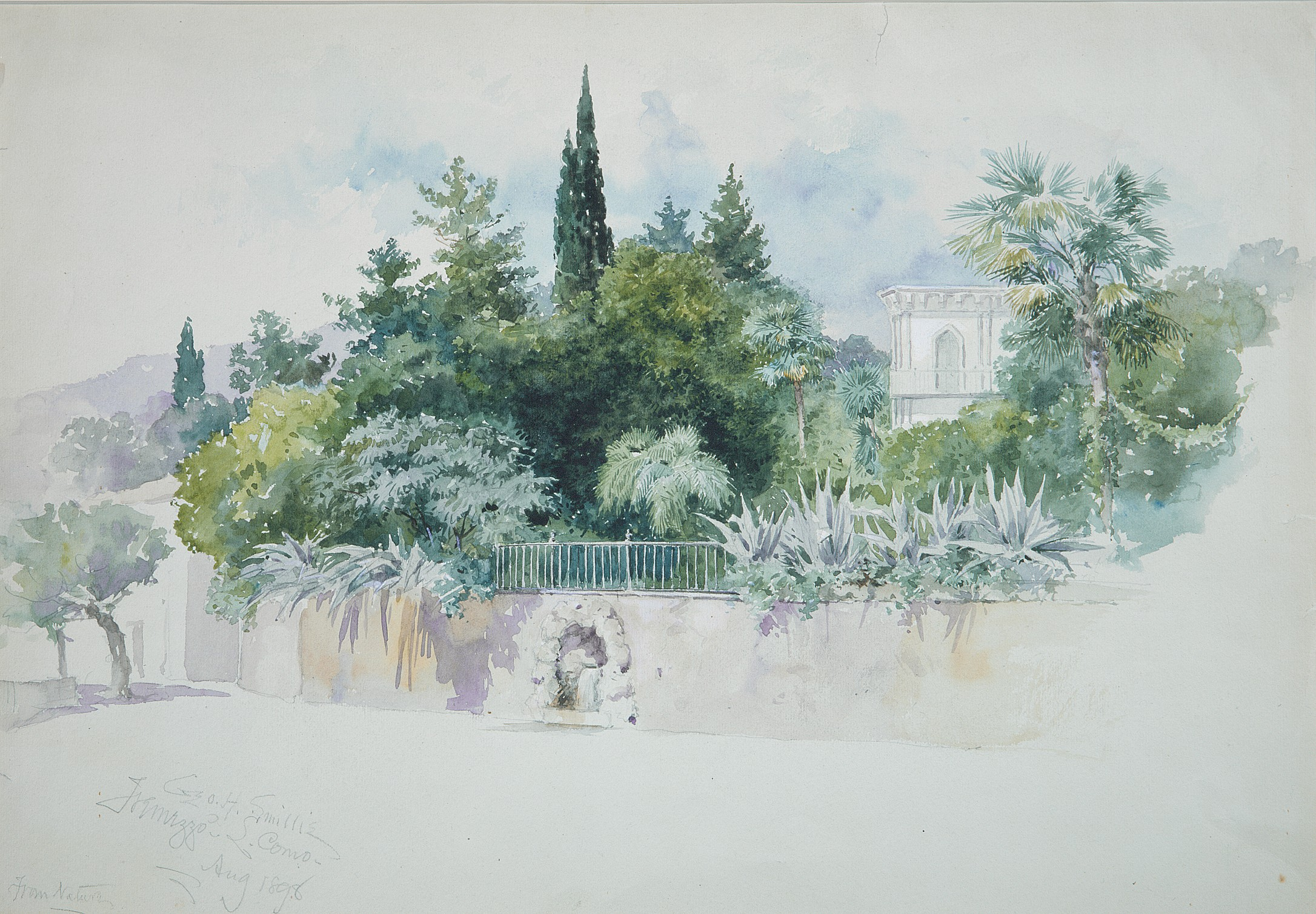
Tremezzo, lac de Côme (1898)
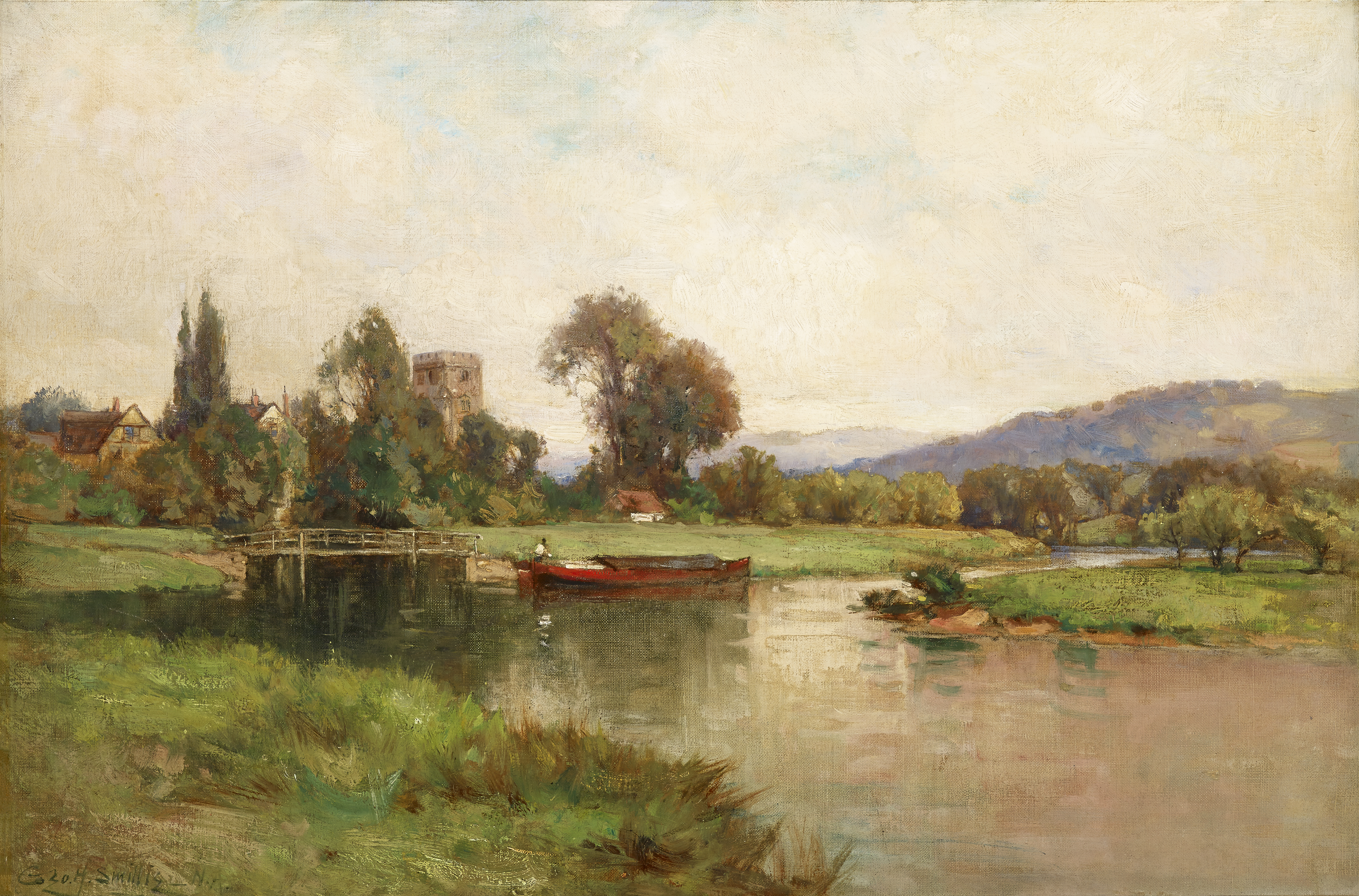
Travailler sur la Tamise (1884)